# أردنيون في أستراليا
الأردنيون الأستراليون ( (بالعربية: الأردنيون الأستراليون) يشير إلى الأستراليين من أصل أردني أو الشخص المولود في الأردن والذي يقيم في دولة أستراليا. فوفقًا لتعداد السكان أستراليا لعام 2011، كان هناك إجمالي 4621 شخص من مواليد الممكلة الأردنية الهاشمية في أستراليا،  بزيادة 24.2% عن تعداد عام 2006 (3397). الغالبية العظمى من الأستراليين الأردنيين يقيمون في ولاية نيو ساوث ويلز.

## التركيبة السكانية في الأردن
ارتفع عدد سكان الأردن الحالي بشكل مطرد في العقود القليلة الماضية ولكن بشكل أسرع في السنوات القليلة الماضية ليصل إلى 7,825,208 اعتبارًا من فبراير 2017، استنادًا إلى أحدث تقديرات الأمم المتحدة. ويمثل هذا حوالي 0.1% من حصة الدولة من سكان العالم مما يضع الأردن في المرتبة 101 من الترتيب العالمي. ومع ذلك، فقد أفادت التقارير أن معدل النمو السكاني السنوي انخفض من 12% في عام 1950 إلى 1.66% في الوقت الحاضر (2017).

## النسب
في تعداد عام 2011، كانت أعلى الاستجابات المتعلقة بالأصول* التي أبلغ عنها الأشخاص المولودون في الأردن هي الأردنيون (1909)، والعرب غير المسجلين (937)، والفلسطينيون (732). في تعداد عام 2011، أفاد الأستراليون بوجود حوالي 300 أصل مختلف. من إجمالي استجابات الأنساب*، كان هناك 4218 استجابة تجاه الأصول الأردنية.
في تعداد عام 2011، تم السماح بإجابتين لكل شخص فيما يتعلق بسؤال الأنساب؛ وبالتالي توفير إجمالي الإجابات وليس عدد الأشخاص.

## اللغة
كانت اللغات الرئيسية التي يتحدث بها الأشخاص المولودون في الأردن في أستراليا هي العربية (3785)، والإنجليزية (416)، والأرمنية (162). من بين 4203 من مواليد الأردن الذين يتحدثون لغة غير الإنجليزية في المنزل، 89% يتحدثون الإنجليزية بشكل جيد جدًا أو جيد، و10.1% لا يتحدثون الإنجليزية بشكل جيد أو لا يتحدثونها على الإطلاق.

## الدِيانة
في تعداد عام 2011 كانت الانتماءات الدينية الرئيسية بين المولودين في الأردن هي الإسلام (2260)، والكاثوليكية (1020)، والأرثوذكسية الشرقية (536). ومن بين المولودين في الأردن، ذكر 3.2% أنهم "لا دين لهم أو ملحدون"، وهي نسبة أقل من إجمالي سكان أستراليا (22.3%)، ولم يذكر 2.4% أي دين.

## الوصول
وبالمقارنة مع 62% من إجمالي السكان المولودين في الخارج، فإن 57.4% من المولودين في الأردن في أستراليا وصلوا إلى أستراليا قبل عام 2001. ومن بين إجمالي المولودين في الأردن في أستراليا في تعداد عام 2011، وصل 19.1% بين عامي 2001 و2006 ووصل 19.3% بين عامي 2007 و2011.

## متوسط الدخل
في تعداد عام 2011، كان متوسط الدخل الفردي الأسبوعي للأردنيين المولودين في أستراليا الذين تبلغ أعمارهم 15 عام فأكثر 384 دولار أمريكي، مقارنة بـ 538 دولار أمريكي لجميع المولودين في الخارج و597 دولار أمريكي لجميع المولودين في أستراليا. بلغ متوسط الدخل الأسبوعي الفردي لإجمالي سكان أستراليا 577 دولارًا.

## المؤهلات
وفي تعداد عام 2011، كان 60.4% من المولودين في الأردن الذين تبلغ أعمارهم 15 عاماً فأكثر حاصلين على شكل من أشكال المؤهلات العليا غير المدرسية مقارنة بنحو 55.9% من سكان أستراليا. ومن بين المواطنين الأردنيين المولودين في الأردن والذين تبلغ أعمارهم 15 سنة فأكثر، ما زال 9.7% منهم يذهبون إلى مؤسسة تعليمية. وكان المعدل المقابل لإجمالي السكان الأستراليين 8.6%.

## التوظيف
ومن بين المواطنين الأردنيين الذين تبلغ أعمارهم 15 سنة فأكثر، بلغ معدل المشاركة في القوى العاملة 56.6% وبلغ معدل البطالة 11.8%. وكانت المعدلات المقابلة في إجمالي عدد السكان الأستراليين 65% و5.6% على التوالي. من بين المواطنين الذين ولدوا في الأردن عام 1974 والذين كانوا يعملون، كان 51.4% منهم يعملون إما في وظائف إدارية ماهرة أو مهنية أو تجارية. وكان المعدل المقابل في إجمالي عدد السكان الأستراليين 48.4%.

## البعثات الدبلوماسية

### سفارة المملكة الأردنية الهاشمية في أستراليا
تقع سفارة الاردن في 17 شارع كوباداه أومالي، مقاطعة العاصمة الأسترالية 2606 أستراليا.

### سفارة أستراليا في الأردن
تقع سفارة استراليا في الاردن في منطقة 41 شارع كايد العرموطي عبدون الجنوبي عمان الأردن